# Чесноковка (приток Южной Уньги)
Чесноковка — река в России, протекает по Ленинск-Кузнецкому и Крапивинскому районам Кемеровской области.
Устье реки находится в 24 км от устья Южной Уньги по левому берегу. Длина реки составляет 37 км, площадь водосборного бассейна — 351 км².

## Притоки
(указано расстояние от устья)
- 9 км: Малая (Петрушиха)
- 17 км: Нижняя Черноушка
- 24 км: Петрушка

## Данные водного реестра
По данным государственного водного реестра России относится к Верхнеобскому бассейновому округу, водохозяйственный участок реки — Томь от города Новокузнецк до города Кемерово, речной подбассейн реки — Томь. Речной бассейн реки — (Верхняя) Обь до впадения Иртыша.